# Michael Armacost

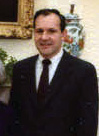
Michael Armacost, 1982

Michael Hayden Armacost (* 15. April 1937 in Cleveland, Ohio; † 8. März 2025 in San Francisco, Kalifornien) war ein US-amerikanischer Wirtschaftsmanager und Diplomat, der als United States Under Secretary of State für politische Angelegenheiten den dritthöchsten Posten im Außenministerium der Vereinigten Staaten bekleidete.

## Leben

### Botschafter und Under Secretary of State
Armacost ist der Sohn von George H. Armacost, der Präsident der University of Redlands war, sowie Bruder von Peter Armacost, einem früheren Präsidenten des Eckerd College, sowie von Samuel Armacost, der von 1981 bis 1986 Präsident und Chief Executive Officer der Bank of America war.
Er selbst studierte nach dem Schulbesuch zunächst am Carleton College und erwarb dort 1958 einen Bachelor of Arts (B.A.). Ein anschließendes postgraduales Studium an der Columbia University schloss er 1961 zuerst mit einem Master of Arts (M.A.) ab, ehe er dort 1965 noch einen Philosophiae Doctor (Ph.D.) verliehen bekam. Danach wurde er Professor am Pomona College in Claremont sowie anschließend von 1968 bis 1969 an der International Christian University in Tokio.
Nach seiner Rückkehr in die USA war er zwischen 1969 und 1972 Mitarbeiter im Stab für politische Planungen im US-Außenministerium und zugleich bis 1970 White House Fellow des State Department sowie Mitarbeiter im dortigen verteidigungspolitischen Gremium (Defense Policy Board). Nach einer Verwendung als Sonderassistent des Botschafters in Japan von 1972 bis 1974, kehrte er anschließend als Mitarbeiter in den Stab für politische Planungen ins Außenministerium zurück.
Nachdem er von 1977 bis 1978 Leitender Mitarbeiter für Ostasien im Stab des Nationalen Sicherheitsrates war, wurde er stellvertretender Assistenzsekretär im US-Verteidigungsministerium (US Deputy Assistant Secretary of Defense).
Danach kehrte er ins Außenministerium zurück und war zwischen 1980 und 1982 stellvertretender Assistant Secretary of State für Angelegenheiten von Ostasien und Ozeanien, ehe er im Anschluss im März 1982 als Nachfolger von Richard W. Murphy Botschafter auf den Philippinen wurde.
Anschließend übernahm er im Mai 1984 als Under Secretary of State für politische Angelegenheiten den dritthöchsten Posten im Außenministerium der Vereinigten Staaten, behielt dieses Amt bis März 1989 und war damit der bisher dienstzeitlängste Amtsinhaber. Zuletzt war Armacost von Mai 1989 bis Juli 1993 als Nachfolger von Mike Mansfield Botschafter in Japan.

### Tätigkeiten in der Privatwirtschaft und Organisationen
Nach seinem Ausscheiden aus dem diplomatischen Dienst 1993 wechselte er in die Privatwirtschaft und wurde  Mitglied des Board of Directors von Applied Materials und 1994 wurde er Mitglied des Board of Directors von Aflac sowie 2002 von USEC. Daneben gehörte er diesem Gremium von Cargill sowie von TRW an.
Des Weiteren engagierte sich Armacost nicht nur im Council on Foreign Relations und als Trustee des Carleton College, sondern von 1993 bis 1995 auch Fellow am Asia-Pacific Research Center der Stanford University. Danach war er zwischen 1995 und 2002 Präsident der Brookings Institution, ehe er seit 2002 wieder Fellow am Asia-Pacific Research Center der Stanford University ist.
Außerdem war er zeitweise Mitglied des Beratungsgremiums von America Abroad Media, des Board of Trustees der Asia Foundation sowie des Board of Directors des National Committee on US-China Relations. Schließlich übernahm er auch Aufgaben in der American Academy of Diplomacy, dem Aspen-Institut, bei Bohemian Grove, der Hoover Institution sowie der Trilateralen Kommission.
2007 wurde ihm der japanische große Orden der Aufgehenden Sonne am Band verliehen.

## Veröffentlichungen
- United States Policy for the Changing Realities of East Asia: Toward a New Consensus, Mitautoren Daniel I. Okimoto, Henry S. Rowen, Michel Oksenberg, James H. Raphael, Thomas P. Rohlen, Donald K. Emmerson (1996)
- Japan: Tilting Closer to Washington (2003)
- Future of America's Alliances in Northeast Asia, Mitautor Daniel I. Okimoto (2004)
- America's Role in Asia in 2004: An Overview, Mitautor J. Stapleton Roy (2004)
- Cross Currents: Regionalism and Nationalism in Northeast Asia, Mitautoren Gi-Wook Shin, Daniel C. Sneider, Vinod K. Aggarwal, Paul Evans, David Kang, Tomoyuki Kojima, Min Gyo Koo, Su Hoon Lee, Makio Miyagawa, Mark Peattie, Randall Schriver, Yinhong Shi, Scott Snyder, Feng Zhu (2007)
- Asian Policy Challenges for the Next President, Mitautor J. Stapleton Roy (2008)
- New Beginnings in the U.S.-ROK Alliance: Recommendations to the Obama Administration, Mitautoren Thomas C. Hubbard, Evans J. R. Revere, Gi-Wook Shin, Charles Jack L. Pritchard, Don Oberdorfer, David Straub, Daniel C. Sneider, Robert Carlin, Victor Cha (2009)
- Addressing the North Korea Nuclear Challenge, Mitautoren  Daniel I. Okimoto, Gi-Wook Shin (2003)